# Aston Science Park

Aston Science Park är ett område med en samling byggnader ägnade för vetenskaplig forskning i  Birmingham i England. Den ligger utmed väg A4540, vid Aston University. Kanalen Digbeth Branch Canal rinner genom området. Området har en yta på 89,000 m2 och ägs av Birmingham Technology Ltd.